# RBB (EP)

RBB (acrônimo para "Really Bad Boy") é o quinto extended play (oitavo em geral) do grupo feminino sul-coreano Red Velvet. Foi lançado em 30 de novembro de 2018 com o single "RBB (Really Bad Boy)" e cinco outras músicas, incluindo uma versão em inglês da faixa-título.

## Antecedentes
Apenas alguns meses após o lançamento de seu último álbum, Summer Magic, as notícias sobre o comeback do Red Velvet circularam em outubro de 2018 e a SM Entertainment respondeu que elas retornariam em novembro com um novo álbum, mas esclareceu que ainda não há um cronograma definido. Em 9 de novembro de 2018, SM Entertainment revelou os detalhes do próximo EP de Red Velvet, juntamente com o título da faixa-título que será chamado de "RBB (Really Bad Boy)" e a data de lançamento.

## Composição
A faixa-título "RBB (Really Bad Boy)" foi caracterizada como uma faixa de pop dance R&B com uma melodia cativante. Liricamente, expressa os encantos de um "garoto mal".

## Lista de faixas
| N.º            | Título                                    | Letras                         | Música | Arranjo                            | Duração |  |
| 1.             | "RBB (Really Bad Boy)"                    | Kenzie                         | Kenzie, Timothy ‘Bos’ Bullock, Sara Forsberg, MZMC                                                                   | Timothy ‘Bos’ Bullock              | 3ː08    |  |
| 2.             | "Butterflies"                             | 조윤경                         | Harvey Mason, Jr, Michael ‘R!ot’ Wyckoff, Joshua Golden, Patrick J. Que Smith, Dewain Whitmore, Britt Burton, 유영진 | Harvey Mason, Jr, R!OT             | 3ː29    |  |
| 3.             | "So Good"                                 | 김인형                         | LDN Noise, 디즈 (Deez), Ellen Berg                                                                                   | LDN Noise, 디즈 (Deez), Ellen Berg | 3ː26    |  |
| 4.             | "Sassy Me" (멋있게)                       | Kenzie                         | Kenzie, Moonshine, Anne Judith Wikk                                                                                  | Moonshine                          | 3ː06    |  |
| 5.             | "Taste"                                   | 박성희 (Jam Factory), PENOMECO | Dwayne “Dem Jointz” Abernathy                                                                                        | Dwayne “Dem Jointz” Abernathy      | 3ː04    |  |
| 6.             | "RBB (Really Bad Boy) (Versão em Inglês)" | Sara Forsberg                  | Kenzie, Timothy ‘Bos’ Bullock, Sara Forsberg, MZMC                                                                   | Timothy ‘Bos’ Bullock              | 3ː08    |  |
| Duração total: | Duração total:                            | Duração total:                 | Duração total: | Duração total:                     | 19ː21   |  |